# ملاية لف
ملاية لف قطعة موسيقية راقصة، مصنف رقم 35 من مؤلفات الدكتورمحمد عبد الوهاب عبد الفتاح، كتبها للكلارينيت في سى بيمول والرق العربي  في القاهرة عام2000، وعزفها لأول مرة في نفس السنة عازف الكلارينيت المصري وائل أحمد علي 
المسرح الصغير  بد ار الاوبرا المصرية.
موسيقى هذه القطعة كما يفهم من عنوانها مستوحاه من الزى الشعبي المصري الذي كانت تريديه المراءة المصرية في الأحياءالشعبية حتى منتصف السبعينات من القرن العشرين، وتؤدى هذه المقطوعة مع عرض مرئى مأخوذ من كاريكاكتير فكاهى، نشر في جريدة الأخبار عام 1957 للرسام الصحفى الساخر ألكسندر صاروخان.

## وصلات خارجية
. على يوتيوب*